# Malthaca
Malthaca är ett släkte av fjärilar. Malthaca ingår i familjen bastardsvärmare.

## Dottertaxa tillMalthaca, i alfabetisk ordning[1]
- Malthaca aequalis
- Malthaca analoga
- Malthaca astora
- Malthaca barnea
- Malthaca beovava
- Malthaca bruckneriana
- Malthaca brunnea
- Malthaca caelebs
- Malthaca centralis
- Malthaca crypta
- Malthaca dimidiata
- Malthaca drucei
- Malthaca eromena
- Malthaca erythromelas
- Malthaca fusca
- Malthaca ignorata
- Malthaca jordani
- Malthaca josialis
- Malthaca landia
- Malthaca marginata
- Malthaca martenii
- Malthaca mas
- Malthaca mexicana
- Malthaca monochroma
- Malthaca monotona
- Malthaca morio
- Malthaca myria
- Malthaca notha
- Malthaca perlucidula
- Malthaca phoenicoruma
- Malthaca purpusi
- Malthaca radialis
- Malthaca rata
- Malthaca ravonica
- Malthaca rubriventris
- Malthaca semifulva
- Malthaca seva
- Malthaca synecha
- Malthaca teos
- Malthaca tetraclonioides
- Malthaca thyesta
- Malthaca timon
- Malthaca ursula
- Malthaca xanthogramma
- Malthaca xanthura